# Schloss Katzdorf

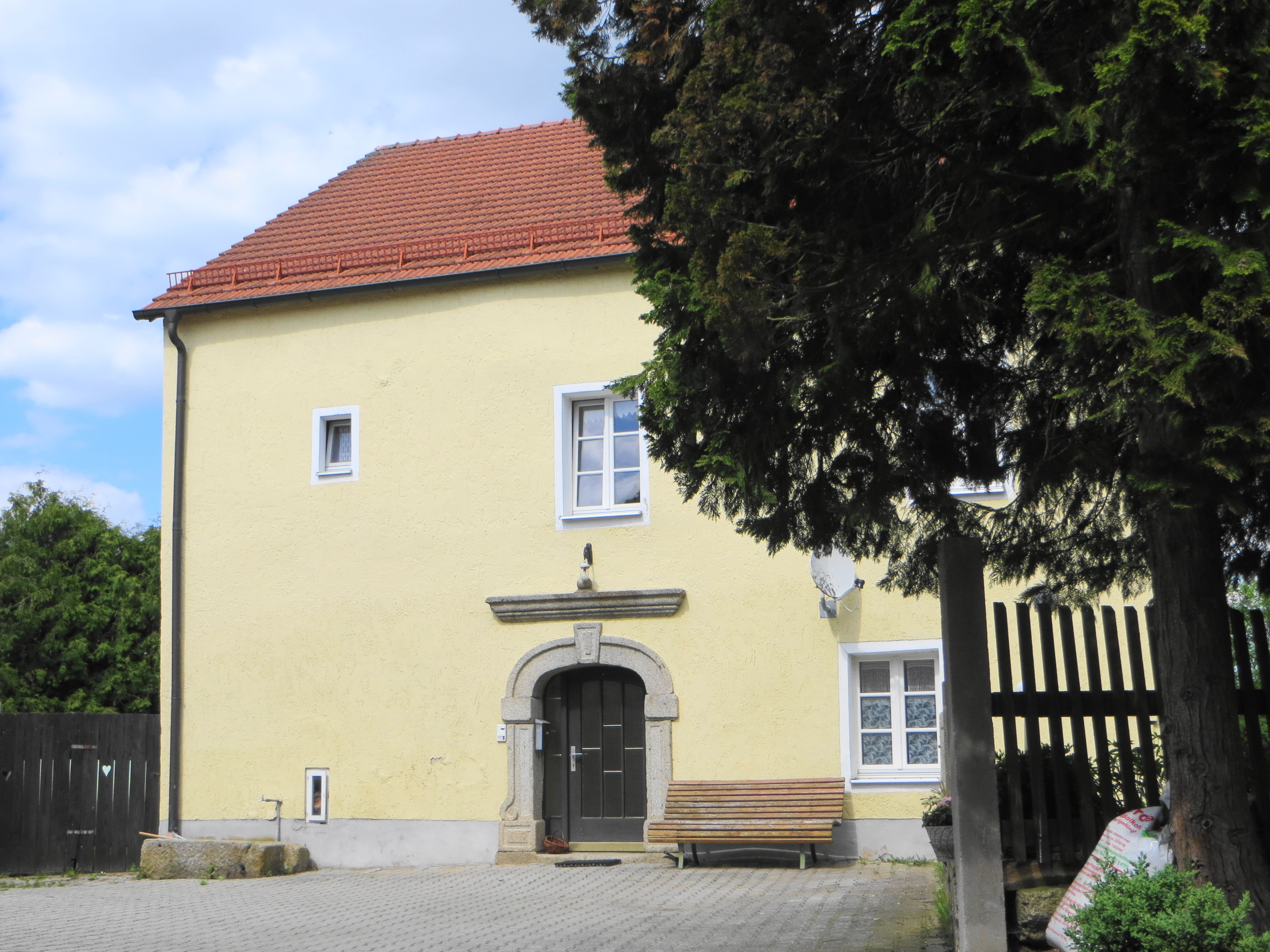
Schloss Katzdorf (2017)

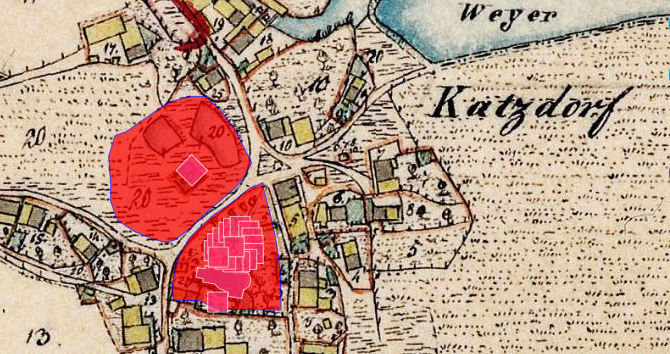
Lageplan von Schloss Katzdorf auf dem Urkataster von Bayern

Das Schloss Katzdorf befindet sich unmittelbar neben der Wallfahrtskirche Mater Dolorosa im Ortsteil Katzdorf der Stadt Neunburg vorm Wald im Landkreis Schwandorf. Die Anlage wird als Bodendenkmal unter der Aktennummer D-3-6640-0001 im Bayernatlas als „archäologische Befunde des Mittelalters und der frühen Neuzeit im Bereich des ehem. Schlosses von Katzdorf“ geführt. Ebenso ist sie unter der Aktennummer D-3-76-147-142 als denkmalgeschütztes Baudenkmal von Katzdorf verzeichnet.

## Geschichte
1298 trat ein Ott von Chätzleinsdorf in einer Urkunde des Klosters Reichenbach auf. 1308 verpfänden die Herzöge Rudolf und Ludwig dem Katzelsdorffer einen Hof in Seebarn bei Neunburg vorm Wald. In diesem Jahr übergab Alto de Chaezleinstorf dem Kloster Schönthal seine leonbergischen Lehen. 1317 tritt dieser Alto Chäzelstorffer mit seinem Sohn Eberhard in einer Urkunde des Klosters Schönthal auf. 1321 wird der Alt von Chätzestorf Mitglied des nordgauischen Bündnisses mit Ludwig dem Bayern. Seine Söhne Eberhart und Otto Chätzleinsdorfer bestätigen 1331 die von ihrem Vater Alt 1308 gemachten Schenkungen an das Kloster Schönthal. 1346 verkauft Chunrat Newnburger seinen Anteil an dem Aigen zu Sand Jakob zu Newnburch sowie seine Besitzungen zu Willanstorf an Alt und Ott Chaczelstorfer. Alt Käczelstorffer zu Käczelstorf siegelt 1397 eine Urkunde des Pablick Warberger auf Dieterskirchen. Ott Chaetzelstorfer war 1372 Richter zu Schneeberg. Alt Chaeczelstorffer hat hintereinander eine Vielzahl an Funktionen inne, so war er Pfleger zu Wetterfeld bei Roding, Pfleger zu Tännesberg, Landrichter zu Nabburg, Pfleger von Bruck, Pfleger von Cham sowie Rat und Hofmeister von Pfalzgraf Johann. Am 14. Mai 1419 siegelt Altmann Käczenstorffer von Treffelstein eine Urkunde des Tristram des Zengers von Schneeberg.
Diese Änderung im Namen ist ein Beleg, dass Katzdorf nun in den Besitz des Christoph (1) von Parsberg († 1462) übergegangen ist. Dieser hatte Margaretha von Kätzelsdorf geheiratet und wurde 1419 zu Katzdorf immatrikuliert. 1424 stifteten die Brüder Altmann und Otto von Katzdorf mit ihren Zehnten zu Zangenstein, Meischendorf sowie dem Hammer Meischendorf noch eine ewige Messe für die Kirche zu Katzdorf. 1467 verkauft der Lengenfelder Landrichter Christoph (2) von Parsberg seinen Sitz Katzdorf an Hans Vogel, Landschreiber zu Neunburg, der 1488 mit Katzdorf immatrikuliert wurde. Auf diesen folgt sein Schwiegersohn Sebastian Lindhardt aus Neunburg. Die Erben des Lazarus Lindhardt, der seit 1563 auf Katzdorf saß, verkaufen 1589 dieses Eigentum an Endres Österreicher († 1620). Danach kam Katzdorf auf die Gant und wurde 1655 von Hans Georg Pfreimder erworben, der im gleichen Jahr die Landsassenpflicht ablegte. Auch Katzdorf hatte unter dem Dreißigjährigen Krieg zu leiden gehabt, so dass etliche der dortigen Bauerngüter abgebrannt und zerstört waren.
Am 12. Juni 1690 erwarb Veit Adam Helber Katzdorf. 1699 war dessen Witwe Elisabeth Appolonia mit Katzdorf immatrikuliert. Von ihr kaufte 1709 der Regierungsrat Johann Georg Zehmann das Landsassengut. Zehmann erwarb zugleich von den Erben des Johann Bernhards von Satzenhofen das Burggut Pettendorf. Nach dessen Tod besaßen seine Witwe Felicitas und deren Kinder das Allodium Katzdorf und das oberpfälzische Lehen Pettendorf gemeinsam, was zu langwierigen Streitigkeiten unter den Geschwistern führte. Clemens Augst von Zehmann konnte letztlich seine Geschwister auszahlen und Alleinbesitzer werden. Nach wenigen Monaten verstarb er 1776 und der Besitz ging an seine Witwe Maria Anna und seine vier Kinder Clement Maria, Aloisia, Maria Anna Christina und Walburga. Wegen der hohen Schulden wollte Maria Anna Katzdorf und Pettendorf verkaufen, wobei als Zwischenlösung der Besitz an ihren Sohn Clement Maria und seine zukünftige Gattin Maria Theresia von Mospurger auf Schwarzeneck ging, deren Mitgift zur Bezahlung der Schulden herangezogen wurde. Da die Schulden aber nicht abgedeckt werden konnten, ordnete die Regierung 1783 die Versteigerung an. Clement Marias Schwiegervater Johann Georg von Mospurger war dann bereit, einen hohen Betrag für die beiden Güter zu bezahlen. Nach seinem Tod verkauften die Erben Maria Josepha, Joseph, Johann und Michael Mospurger 1797 beide Landsassengüter an Wenzel Schedel von Greiffenstein, der im gleichen Jahr auch Schloss Schwarzeneck erwarb, und dessen Gemahlin Anna Barbara, geborene von Sutor. Bereits 1801 wurden die Güter an Johann Baptist Freiherrn von Ott weiterverkauft, der diese zum Witwensitz seiner Gemahlin Anna Clara bestimmte.
1813 war in Katzdorf ein Patrimonialgericht II. Klasse eingerichtet, das dem Freiherrn von Ott gehörte. Im Dezember 1813 wurde ihm die Jurisdiktion über Pettendorf entzogen. 1834 teilte das Landgericht Neunburg vorm Wald mit, dass das Patrimonialgericht II. Klasse im Wege der Gantversteigerung an den Gastgeber Leonhard Mayer und den Ökonomen Christoph Pröls, beide aus Sulzbach, übergegangen ist. Später wurde als Mitkäufer noch der Händler Samual Aufuchs genannt. Da diese aber nicht adelig waren und deshalb die niedere Gerichtsbarkeit nicht ausüben konnten, ging diese 1834 an das Landgericht Neunburg über. 1830 wurde Katzdorf der Gemeinde Mitteraschau zugeschlagen und 1972 in die Gemeinde Neunburg vorm Wald eingegliedert.

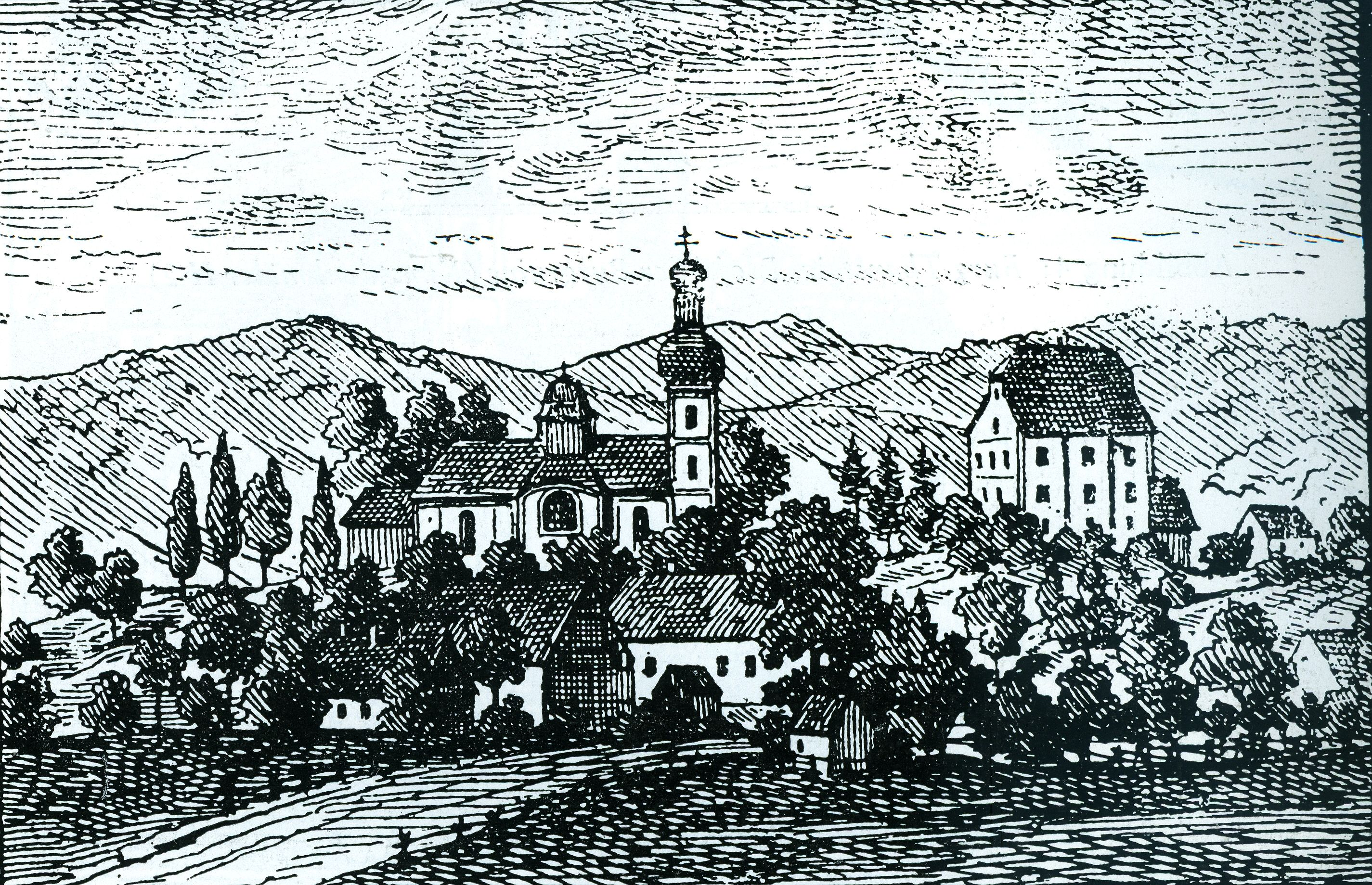
Schloss und Kirche von Katzdorf (1889)

## Gegenwart
Das heutige Schloss geht im Kern auf das 17. Jahrhundert zurück. Es war einst ein schlichter dreistöckiger Bau auf einem kleinen Hügel neben der Kirche. Heute ist das obere Stockwerk abgetragen. An der Südseite befindet sich ein mit Granit eingefasstes Eingangsportal, das Gebäude ist eher unscheinbar. Anfang des 20. Jahrhunderts wurde das Haus nach einem Brand ausgebaut.
Im Mittelalter dürfte ein Vorgängerbau bestanden haben. Ob sich der Vorgängerbau an der gleichen Stelle befunden hat, ist nicht gesichert. Er könnte auch am jetzigen Kirchhügel gestanden haben. Auch der Burgstall Altenschloss in der Nähe wäre als eine Vorgängeranlage oder als Vorvorgängeranlage denkbar. Das Schloss ist in Privatbesitz und nicht zu besichtigen.
Siehe auch: Liste der Baudenkmäler in Neunburg vorm Wald, Abschnitt Katzdorf